# Henri-François Rey
Henri-François Rey   (Tolosa, 31 de juliol de 1919 - París, 22 de juliol de 1987) va ser un escriptor, periodista, guionista i pianista francès. Fill d'un català de Sant Genís de Fontanes i d'una basca de Getaria, de cognom Burguburu, va passar la seva joventut a Dreux on el seu pare era el director del Rotrou College. Llicenciat en Filosofia, va ser pianista de jazz i va estar en la resistència durant la Segona Guerra Mundial. Després es va fer periodista, dialoguista i guionista de cinema.
La seva primera novel·la, La Fête espagnole, va ser premi Deux Magots, el 1959. Amb la seva obra més coneguda, Les pianos mécaniques, va ser finalista del premi Goncourt i va guanyar el Prix Interallié de París el 1962. La novel·la es va traduir al castellà l'any 1972, Los organillos, i va ser portada al cinema per Juan Antonio Bardem el 1965 amb el títol Los pianos mecánicos, amb Melina Mercouri, James Mason i Hardy Krüger com a protagonistes. El 1967, va escriure Le Rachdingue, d'on pren el nom una famosa discoteca empordanesa. De la seva relació amb Christiane Rochefort va sorgir la novel·la Le Repos du guerrier, de la qual Roger Vadim va fer una pel·lícula amb Brigitte Bardot. El 1975 va escriure «Dalí en su laberinto».
Va viure 15 anys de la seva vida a Cadaqués on va fer amistat amb Salvador Dalí. Va morir el 22 de juliol de 1987 a París, les seves cendres van ser inhumades a Cadaqués.